# Lista över kommuner i provinsen Barletta-Andria-Trani

Provinsen Barletta-Andria-Tranis läge i Apulien i Italien.

Lista över 10 kommuner i provinsen Barletta-Andria-Trani i Italien.
Automatiskt genererad lista (förklaring)
| ISTAT  | Kommun                   | Folkmängd | Datum | Ref   |
| ------ | ------------------------ | --------- | ----- | ----- |
| 110001 | Andria                   | 97 146    | 2023  | [ 1 ] |
| 110002 | Barletta                 | 92 427    | 2023  | [ 1 ] |
| 110003 | Bisceglie                | 53 534    | 2023  | [ 1 ] |
| 110004 | Canosa di Puglia         | 27 943    | 2023  | [ 1 ] |
| 110005 | Margherita di Savoia     | 11 161    | 2023  | [ 2 ] |
| 110006 | Minervino Murge          | 8 171     | 2023  | [ 1 ] |
| 110007 | San Ferdinando di Puglia | 13 667    | 2023  | [ 1 ] |
| 110008 | Spinazzola               | 5 934     | 2023  | [ 2 ] |
| 110009 | Trani                    | 54 941    | 2023  | [ 1 ] |
| 110010 | Trinitapoli              | 13 844    | 2023  | [ 1 ] |